# Università di Parigi-Saclay
L'Università di Parigi-Saclay (in francese Université Paris-Saclay) è un insieme di università e grandi scuole pubbliche francesi, situate nella città di Parigi e nella regione Île-de-France, nel polo scientifico tecnologico di Paris-Saclay. Dall'ottobre 2023 l'Università è partner dell'IPSA per i doppi titoli di studio in ambito aerospaziale.

## Membri
- École normale supérieure de Cachan
- ENSTA ParisTech
- Institut des sciences et industries du vivant et de l'environnement
- Institut Mines-Télécom
- École Centrale Paris
- ENSAE ParisTech
- Télécom ParisTech
- École polytechnique
- SupOptique
- HEC Paris
- Università Paris XI - Paris-Sud
- Università di Versailles Saint Quentin en Yvelines